# Dodemansduim
Dodemansduim of doomansduim (Alcyonium digitatum) is een zachte koraalsoort (orde Alcyonacea) uit de familie lederkoralen (Alcyoniidae). De koraalsoort behoort tot het geslacht Alcyonium. De dodemansduim kreeg in 1758 een wetenschappelijke naam van Carl Linnaeus.

## Kenmerken
Kolonies van dit gewone zachte koraal zijn variabel van vorm en vormen grote onregelmatige massa's tot 250 mm hoog, meestal met een paar stompe 'vingers' die meestal meer dan 30 mm in diameter zijn. 
Zijn poliepen steken uit gelobde, witte tot roze of oranje stammetjes naar buiten. De lobben trekken zich bij aanraking samen. De kleur varieert van wit tot dof oranje met af en toe geelachtige of bruinachtige kolonies; de poliepen zijn doorschijnend wit. Aan de westkust van Ierland zijn bijna alle kolonies oranje van kleur.

## Verspreiding en leefgebied
De dodemansduim komt met enige regelmaat voor langs de Nederlandse kust, op plaatsen waar de dijkvoet met steenstort bekleed is en waar ook vrij veel stroming is, zoals in de Oosterschelde, en in mindere mate ook in de Grevelingen. Verder komt de soort voor in het Nederlands deel van de Noordzee, op enkele kilometers uit de kust, en dan alleen op plekken waar hard substraat aanwezig is, zoals scheepswrakken.
Waarnemingen van de soort namen sinds 1994 voortdurend af en het had er de schijn van dat ze in de Nederlandse wateren zo goed als uitgestorven was. In 2012 is er echter sprake van een plotselinge opleving in de Oosterschelde. De aantallen overtreffen zelfs die van 1994.